# Creedence Gold
Creedence Gold è l'ottavo album, nonché prima raccolta ufficiale, dei Creedence Clearwater Revival, pubblicato nel 1972 dalla Fantasy Records.

## Il disco
L'album uscì subito dopo il settimo album in studio, Mardi Gras, e conteneva cinque singoli di successo del gruppo. Le altre canzoni erano I Heard It Through The Grapevine, che sarebbe uscita come singolo solo nel 1976, The Midnight Special, non uscita come singolo ma avente un buon successo, e Born on the Bayou, lato-B di Proud Mary.

## Tracce
1. Proud Mary
2. Down On The Corner
3. Bad Moon Rising
4. I Heard It Through The Grapevine
5. The Midnight Special
6. Have You Ever Seen The Rain?
7. Born On The Bayou
8. Suzie Q

## Formazione
- John Fogerty - voce, chitarra
- Tom Fogerty - voce, chitarra
- Doug Clifford - batteria
- Stu Cook - basso